# Кровопотеря
Кровопоте́ря (потеря крови) — патологический процесс, развивающийся вследствие объёмного кровотечения либо вследствие донации, и характеризующийся комплексом патологических и приспособительных реакций на снижение объёма циркулирующей крови (ОЦК) и гипоксию, вызванную снижением транспорта кровью кислорода.

## Общие сведения
Острая кровопотеря развивается при повреждении крупного сосуда, когда происходит очень быстрое падение артериального давления практически до нуля. Такое состояние отмечается при полном поперечном разрыве аорты, верхней или нижней полых вен, лёгочного ствола. Объём кровопотери при этом незначительный (250—300 мл), но вследствие резкого, почти мгновенного падения артериального давления развивается аноксия головного мозга и миокарда, что приводит к наступлению смерти. Морфологическая картина складывается из признаков острой смерти, незначительного количества крови в полостях тела, повреждения крупного сосуда и специфического признака — пятен Минакова. При острой кровопотере обескровливания внутренних органов не наблюдается.
Общепринятого определения массивного кровотечения не существует, для идентификации состояния можно использовать следующее: «(i) кровопотеря, превышающая объём циркулирующей крови в течение 24 часов, (ii) кровопотеря 50 % от объёма циркулирующей крови в течение 3 часов, (iii) кровопотеря, превышающая 150 мл/мин, или (iv) кровопотеря, требующая переливания плазмы и тромбоцитов». При массивной кровопотере происходит относительно медленное истечение крови из повреждённых сосудов. При этом организм теряет около 50-60 % имеющейся крови. В течение нескольких десятков минут происходит постепенное падение артериального давления. Морфологическая картина при этом в достаточной мере специфическая. «Мраморный» кожный покров, бледные, ограниченные, островчатые трупные пятна, которые появляются в более поздние сроки, чем при других видах острой смерти. Внутренние органы бледные, тусклые, сухие. В полостях тела или на месте происшествия обнаруживается большое количество излившейся крови в виде свертков (до 1500—2500 мл). При внутреннем кровотечении достаточно большие объёмы крови необходимы для пропитывания мягких тканей вокруг повреждений.
Практически любой орган может кровоточить, но наиболее распространенными местами внутреннего кровоизлияния являются головной мозг, желудок, ротовая полость, тонкий и толстый кишечник и брюшная полость.

## Патогенез кровопотери
Основным звеном патогенеза кровопотери является уменьшение объёма циркулирующей крови (ОЦК). Первичной реакцией на потерю крови является спазм мелких артерий и артериол, возникающий рефлекторно в ответ на раздражение рецептивных полей сосудов (барорецепторов дуги аорты, синокаротидной зоны и вторично вовлекающихся в процесс хеморецепторов тканей) и повышение тонуса симпатического отдела вегетативной нервной системы. Благодаря этому при малой степени кровопотери и даже при большой, если она протекает медленно, возможно сохранение нормальной величины АД. Общее периферическое сопротивление сосудов нарастает в соответствии с тяжестью кровопотери. Следствием снижения ОЦК является уменьшение венозного притока к сердцу и минутного объёма кровообращения (МОК). Учащение сердечного ритма в начальных стадиях кровопотери в какой-то мере поддерживает МОК, в дальнейшем он неуклонно падает. В порядке компенсации увеличивается сила сокращений сердца и уменьшается количество остаточной крови в его желудочках. В терминальной стадии сила сердечных сокращений уменьшается, остаточная кровь в желудочках не используется.
Перенесённая кровопотеря изменяет функциональное состояние сердечной мышцы — снижается максимально достижимая скорость сокращения при сохранении силы сокращения. По мере падения АД уменьшается объём кровотока в коронарных артериях в меньшей степени, чем в других органах. Появляются изменения ЭКГ, характерные для прогрессирующей гипоксии миокарда, нарушается проводимость, что имеет значение для прогноза, поскольку от неё зависит степень координированности работы сердца.
При кровопотере происходит раскрытие артериовенозных шунтов, при этом некоторая часть крови, минуя капилляры, через анастомозы проходит в венулы. В результате ухудшается снабжение кровью кожи, почек, мышц, но облегчается возврат крови к сердцу и поддерживание таким образом сердечного выброса, снабжение кровью головного мозга и сердца (централизация кровообращения), АД и перфузия тканей некоторое время могут поддерживаться также за счёт перехода части крови из системы низкого давления (вены, малый круг кровообращения) в систему высокого давления. Таким образом, может быть компенсировано уменьшение до 10 % ОЦК без изменений АД и работы сердца. На этом основано благоприятное действие кровопусканий при венозных застоях и отёках, в том числе при отёке лёгких. Другой механизм, направленный на сохранение гемодинамики, заключается в том, что жидкость из межтканевых пространств и содержащиеся в ней белки поступают в русло крови (естественная гемодинамика), что и способствует восстановлению первоначального объёма крови. Установлено, что объём плазмы восстанавливается довольно быстро (в течение первых суток). Процесс в целом направлен в сторону перехода циркуляторной гипоксии в анемическую, которая представляет собой меньшую опасность и легче компенсируется.
Кровопотеря вызывает расстройство микроциркуляции. При падении АД ниже 50 мм рт. ст. замедляется движение крови, в отдельных капиллярах наблюдается стаз, сокращается число функционирующих капилляров. В терминальной стадии в отдельных капиллярах отмечаются микротромбы, которые могут приводить к необратимым изменениям в органах и вторичной недостаточности сердца.
При кровопотере происходит спазм междольковых артерий и афферентных артериол клубочков почек. При падении АД до 60—50 мм рт. ст. почечный кровоток снижается на 30 %, уменьшается диурез, при 40 мм рт. ст. и ниже он прекращается совсем. Замедление почечного кровотока и нарушение фильтрации наблюдаются в течение нескольких дней после перенесённой кровопотери. Если большая потеря крови была замещена не полностью или с запозданием, существует опасность развития острой почечной недостаточности. Печёночный кровоток в результате кровопотери снижается параллельно падению сердечного выброса.
Гипоксия при кровопотере носит в основном циркуляторный характер; степень её выраженности зависит от нарушений гемодинамики. При тяжёлой кровопотере, в связи с сильным уменьшением МОК, доставка и потребление тканями кислорода падают, и развивается тяжёлое кислородное голодание, при котором в первую очередь страдает ЦНС. Гипоксия тканей приводит к накоплению в организме недоокисленных продуктов обмена веществ и к ацидозу, который в начальных стадиях кровопотери носит компенсированный характер. При углублении кровопотери развивается некомпенсированный метаболический ацидоз со снижением pH в венозной крови до 7,0-7,05, в артериальной — до 7,17-7,20 и уменьшением щелочных резервов. В терминальной стадии кровопотери ацидоз венозной крови сочетается с алкалозом.
Свёртывание крови при кровопотере ускоряется, несмотря на уменьшение числа тромбоцитов и содержания фибриногена. Одновременно активизируется фибринолиз. Большое значение при этом имеют изменения в компонентах свертывающей системы: увеличиваются адгезивность тромбоцитов и их агрегационная функция, потребление протромбина, концентрация тромбина, содержание VIII фактора свёртывания крови, уменьшается содержание антигемофильного глобулина. С межтканевой жидкостью поступает тканевой тромбопластин, из разрушенных эритроцитов — антигепариновый фактор. Изменения в системе гемостаза сохраняются в течение нескольких дней, когда общее время свёртывания крови уже нормализуется.
При недостаточности компенсаторных механизмов и при длительном снижении АД острая кровопотеря переходит в необратимое состояние (геморрагический шок), длящееся часами. В тяжёлых случаях кровопотеря может появиться тромбогеморрагический синдром, обусловленный сочетанием замедленного кровотока в капиллярах с увеличенным содержанием прокоагулянтов в крови. Необратимое состояние в результате длительной кровопотери по многим показателям отличается от острой кровопотери и сближается с терминальной стадией травматического шока.

## Симптомы кровопотери
Клиническая картина кровопотери не всегда соответствует количеству потерянной крови. При медленном истечении крови клиническая картина может быть смазанной, а некоторые симптомы вообще отсутствовать. Тяжесть состояния определяется прежде всего на основании клинической картины. При очень большой (массивной) кровопотере, и особенно при быстром вытекании крови, компенсаторные механизмы могут быть недостаточными или не успеют включиться. При этом гемодинамика прогрессивно ухудшается в результате порочного круга. Кровопотеря уменьшает транспорт кислорода, что приводит к снижению потребления кислорода тканями и накоплению кислородного долга, в результате кислородного голодания ЦНС ослабляется сократительная функция миокарда, падает МОК, что, в свою очередь, ещё более ухудшает транспорт кислорода. Если этот порочный круг не будет разорван, то нарастающие нарушения приводят к смерти.
Повышают чувствительность к кровопотере переутомление, переохлаждение или перегревание, время года (в жаркое время года кровопотеря переносится хуже), травма, шок, ионизирующее излучение, сопутствующие болезни. Имеют значение пол и возраст: женщины более выносливы к кровопотере, чем мужчины; очень чувствительны к кровопотере новорождённые, грудные дети и пожилые люди.
Кровопотеря — дефицит объёма циркулирующей крови. Есть только два вида кровопотери — скрытая и массивная. Скрытая кровопотеря — это дефицит эритроцитов и гемоглобина, дефицит плазмы компенсируется организмом в результате феномена гемоделюции. Массивная кровопотеря — это дефицит объёма циркулирующей крови, приводящий к нарушению функции сердечно-сосудистой системы. Термины «скрытая и массивная кровопотери» не являются клиническими (относящимися к больному), это академические (физиология и патофизиология кровообращения) учебные термины. Клинические термины: (диагноз) постгеморрагическая железодефицитная анемия соответствует скрытой кровопотере, а диагноз геморрагический шок — массивной кровопотере. В результате хронической скрытой кровопотери можно потерять до 70 % эритроцитов и гемоглобина и сохранить жизнь. В результате острой массивной кровопотери можно погибнуть, потеряв всего 10 % (0,5 л) ОЦК. 20 % (1 л) часто приводит к смерти. 30 % (1,5 л) ОЦК — это абсолютно смертельная кровопотеря, если её не возмещать (протокол военно-полевой хирургии США). Массивная кровопотеря — это любая кровопотеря, превышающая 10 % (0.5 л) ОЦК. Объём крови, который берут у донора, является границей между скрытой и массивной кровопотерями, то есть между той, на которую организм не реагирует, и той, которая может вызвать коллапс и шок. Судмедэксперты отмечают наличие смертельных случаев при кровопотере 450 мл у военнослужащих (практически здоровых), механизм смерти пока неизвестен. Врачи анестезиологи и хирурги часто игнорируют благоприятные условия операционной, поэтому иначе оценивают опасность кровопотери, что нашло своё место в медицинской литературе.
- Малая кровопотеря (менее 0,2 л) 0,2-5 % ОЦК. Такая кровопотеря переносится здоровым организмом без последствий и проявления каких-то клинических симптомов. Гиповолемии нет, АД не снижено, пульс в пределах нормы, небольшая усталость, кожа тёплая и влажная, имеет нормальный оттенок, сознание ясное.
- Средняя (0,2—0,5 л) 5—10 % ОЦК. Лёгкая степень гиповолемии, АД снижено на 10 %, умеренная тахикардия, бледность кожных покровов, похолодание конечностей, пульс незначительно учащён, дыхание учащено без нарушения ритма, тошнота, головокружение, сухость во рту, возможны обмороки, подёргивания отдельных мышц, выраженная слабость, адинамия, замедленная реакция на окружающие раздражители.
- Большая (0,5—2,0 л) 11—40 % ОЦК. Средняя степень тяжести гиповолемии, АД снижено до 100-90 мм рт. ст., выраженная тахикардия до 120 уд/мин, дыхание сильно учащено (тахипноэ) с нарушениями ритма, резкая прогрессирующая бледность кожных покровов и видимых слизистых, губы и носогубный треугольник цианотичны, нос заострён, холодный липкий пот, акроцианоз, олигурия, сознание затемнено, мучительная жажда, тошнота и рвота, апатия, безучастность, патологическая сонливость, появление зевоты (признак кислородного голодания), пульс — частый, малого наполнения, ослабление зрения, мелькание мушек и потемнение в глазах, помутнение роговицы, тремор рук.
- Массивная (2,0—3,5 л) 41—70 % ОЦК. Тяжёлая степень гиповолемии, АД снижено до 60 мм рт. ст., резкая тахикардия до 140—160 уд/мин, пульс нитевидный до 150 уд/мин, на периферических сосудах не прощупывается, на магистральных артериях определяется значительно дольше, абсолютное безразличие больного к окружающей обстановке, бред, сознание отсутствует или спутано, резкая мертвенная бледность, иногда синевато-серый оттенок кожи, «гусиная кожа», холодный пот, анурия, дыхание типа Чейна-Стокса, могут наблюдаться судороги, лицо осунувшееся, черты его заострённые, запавшие тусклые глаза, взгляд безучастный.
- Смертельная (более 3,5 л) более 70 % ОЦК. Такая кровопотеря для человека смертельна. Терминальное состояние (предагония или агония), коматозное состояние, АД ниже 60 мм рт. ст., может не определяться вовсе, брадикардия от 2 до 10 уд/мин, дыхание агонального типа, поверхностное, едва заметное, кожа сухая, холодная, характерная «мраморность» кожи, исчезновение пульса, судороги, непроизвольное выделение мочи и кала, расширение зрачков, в дальнейшем развивается агония и смерть.

## Лечение кровопотери
Главной задачей при лечении геморрагического шока является устранение гиповолемии и улучшение микроциркуляции. С первых этапов лечения необходимо наладить струйное переливание донорской крови (родственников по рождению) либо, в крайнем случае, (физиологического раствора, 5 % раствор глюкозы) для профилактики рефлекторной остановки сердца — синдром пустого сердца. Немедленная остановка кровотечения возможна, лишь когда источник кровотечения доступен без наркоза и всего того, что сопутствует более или менее обширной операции. В большинстве случаев пациентов с геморрагическим шоком приходится готовить к операции путём вливания в вену различных плазмозамещающих растворов и даже гемотрансфузий и продолжать это лечение во время и после операции и остановки кровотечения.
Инфузионная терапия, направленная на устранение гиповолемии, проводится под контролем центрального венозного давления, АД, сердечного выброса, общего периферического сопротивления сосудов и почасового диуреза. Для заместительной терапии при лечении кровопотери используют комбинации плазмозаменителей и препаратов консервированной крови, исходя из объёма кровопотери.
Для коррекции гиповолемии широко используются кровезаменители гемодинамического действия: препараты декстрана (реополиглюкин, полиглюкин), растворы желатина (желатиноль), гидрооксиэтилкрахмал (рефортан, стабизол, инфукол), солевые растворы (физиологический раствор, Рингер-лактат, лактосол), растворы сахаров (глюкоза, глюкостерил).
Из препаратов крови чаще используются эритроцитарная масса, свежезамороженная плазма, альбумин.
При отсутствии повышения АД, несмотря на адекватную инфузионную терапию в течение 1 часа, добавочно вводят такие препараты, как адреналин, норадреналин, допамин и другие сосудосуживающие препараты (после остановки кровотечения).
При лечении геморрагического шока используют препараты, улучшающие реологические свойства крови: гепарин, курантил, трентал, а также стероиды. После выведения пациента из гемморагического шока и устранения непосредственной угрозы для жизни проводят коррекцию нарушений отдельных звеньев гомеостаза (кислотно-щелочной состав, гемостаз и так далее).